# 梅花牌运动服

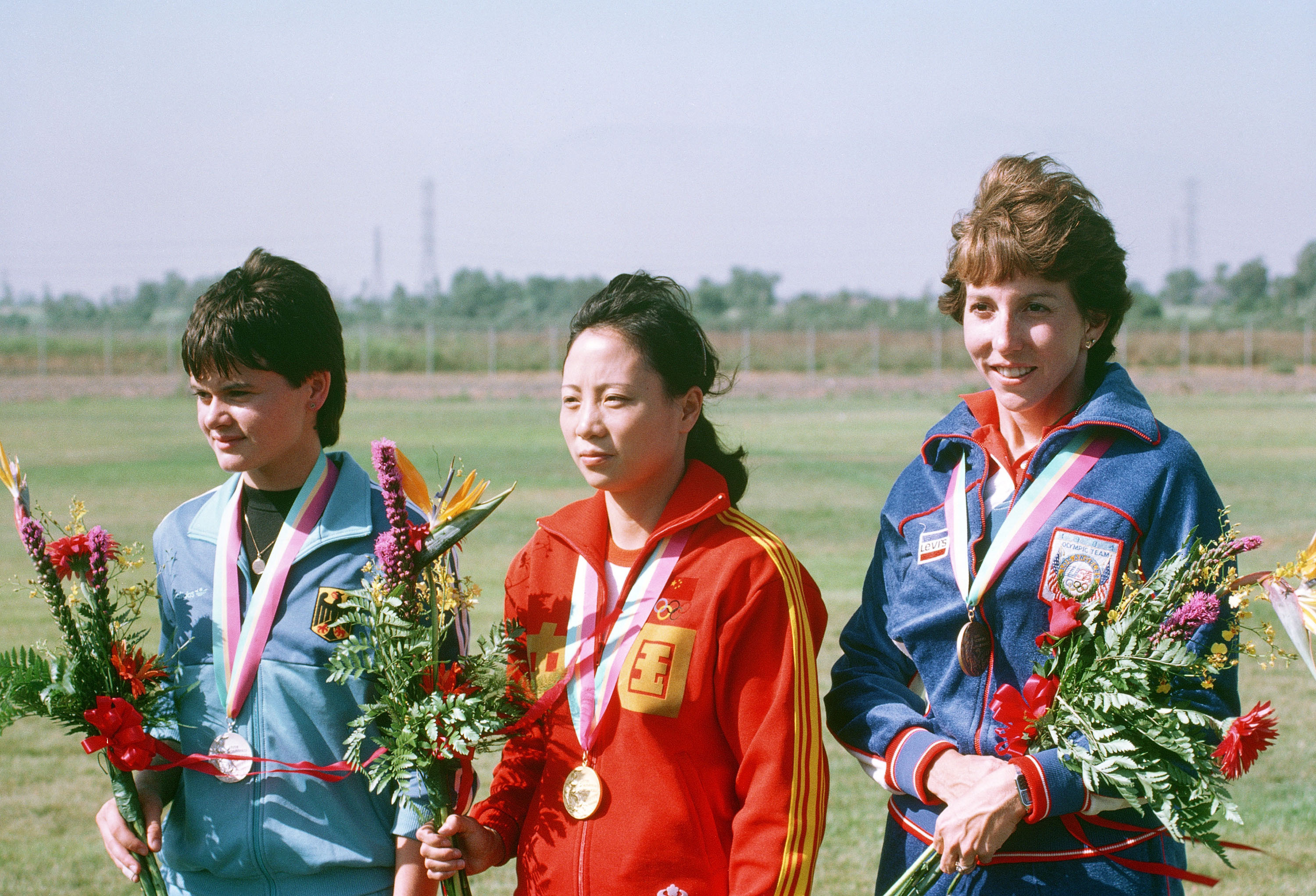
身着梅花牌运动服的吴小璇（中）在1984年夏季奥林匹克运动会获得金牌

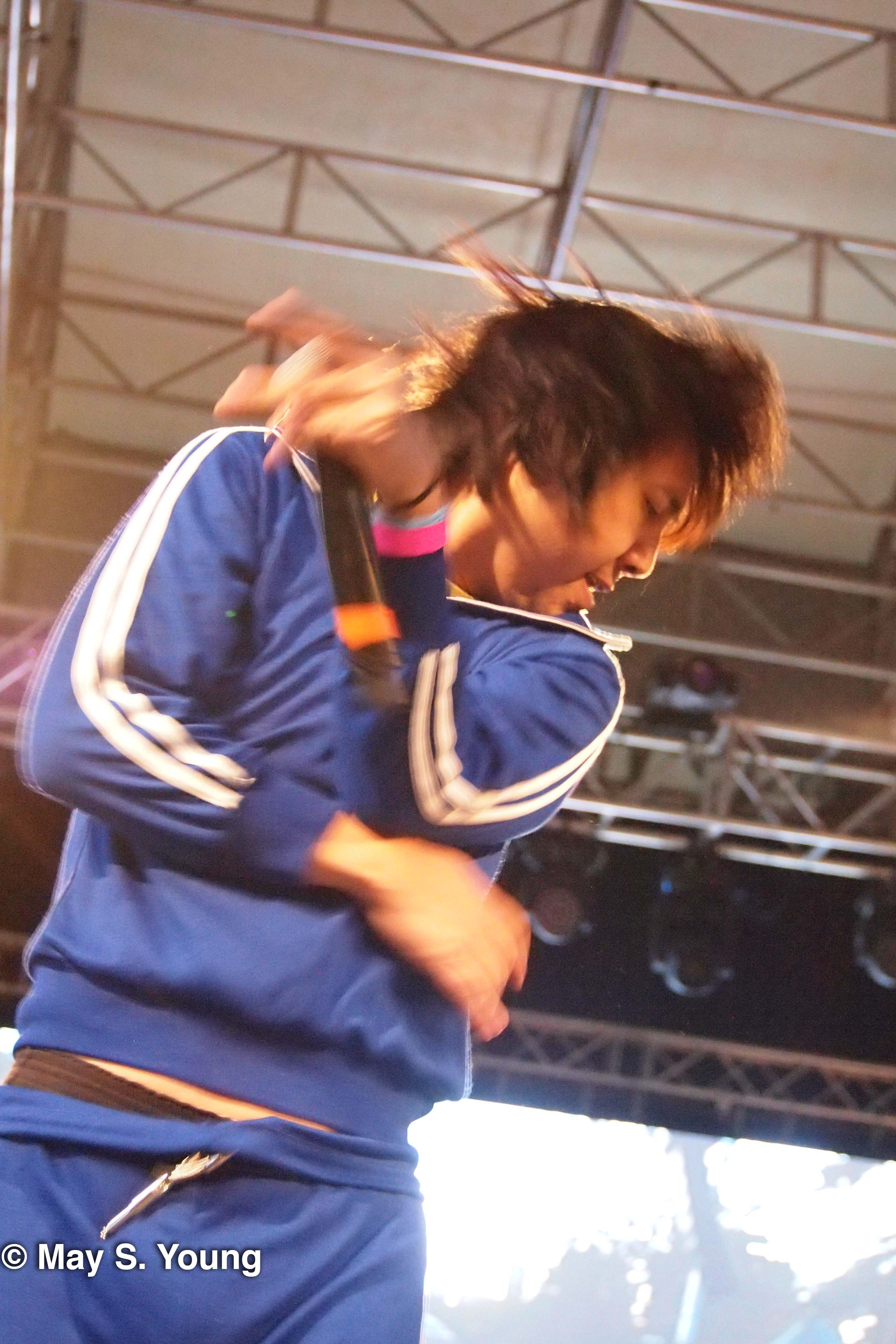
新裤子乐队表演时身着梅花牌运动服

梅花牌运动服，诞生于1947年，由天津针织运动衣厂制造，是中国大陆经典的“国货”运动服款式之一。1972年，中华人民共和国总理周恩来将其指定为中国国家体委及其下属运动队的制式运动服。1984年洛杉矶奥运会，中华人民共和国首次参加奥运，该运动服为中国体育代表团指定服装。很多中国大陆中小学的校服、运动服装的设计风格与梅花牌运动服相同或相似。1994年该厂正式停产，2015年重新开始生产，以“怀旧”、“复古风”加入“国潮”行列。

## 使用
新裤子乐队在一些表演时会身着梅花牌运动服和回力鞋等“复古国货”。

## 相关节目
东方卫视真人秀节目《我们的国货》介绍了该品牌。2019年电影《老师·好》中扮演体育老师的吴京身着带有“中国”字样的绿色运动服的场景成为网络迷因。

## 相关事件
2021年10月，中文網絡世界稱韩国教授徐坰德声称该服装抄袭了韩剧《鱿鱼游戏》里参赛者的统一参赛服装。但是該文章的原文並沒有提到抄襲的事情。